# Rigoberto Sosa
Rigoberto Sosa López (12 de enero de 1951-27 de marzo de 1993) fue un futbolista hondureño jugaba como delantero.

## Trayectoria
Jugó toda su carrera con el CD Motagua, donde jugó 160 partidos y anotó 9 goles desde 1973 hasta su retirada en 1981.
Con los azules, ganó la Liga Nacional en su temporada debut con el club, 1973-74 y posteriormente en 1978-79.

## Selección nacional
Jugó el Campeonato de Naciones de la Concacaf de Haití 1973, que era la ronda final de las eliminatorias hacia el Mundial de Alemania 1974, donde en su único partido en el torneo, marcó el primer gol del empate a dos tantos ante Antillas Neerlandesas.

### Participaciones en Campeonatos Concacaf
| Copa                                       | Sede  | Resultado     | Part. | Goles |
| ------------------------------------------ | ----- | ------------- | ----- | ----- |
| Campeonato de Naciones de la Concacaf 1973 | Haití | Cuarto puesto | 1     | 1     |

## Palmarés

### Títulos nacionales
| Título        | Equipo  | País     | Año     |
| ------------- | ------- | -------- | ------- |
| Liga Nacional | Motagua | Honduras | 1973-74 |
| Liga Nacional | Motagua | Honduras | 1978-79 |